# Saison 30 des Mystères de l'amour
Chronologie
Saison 29 Saison 31
Cet article présente la trentième saison de la série télévisée française Les Mystères de l'amour, diffusée à partir du 1er octobre 2022.						

## Distribution

### Acteurs principaux (dans l’ordre d’apparition au générique)
- Hélène Rollès : Hélène Vernier						 (épisodes 2 à 18 et 20 à 26)
- Patrick Puydebat : Nicolas Vernier						 (épisodes 1 à 26)
- Elsa Esnoult : Fanny Greyson Roquier (épisodes 1 à 26)
- Sébastien Roch : Christian Roquier						 (épisodes 1 à 26)
- Laly Meignan : Laly Polleï						 (épisodes 1 à 26)
- Philippe Vasseur : José Da Silva						 (épisodes 1 à 26)
- Laure Guibert : Bénédicte Breton						 (épisodes 1 à 26)
- Tom Schacht : Jimmy Werner						 (épisodes 1, 2, 5 à 11, 13, 14, 16 à 18 et 20 à 26)
- Isabelle Bouysse : Jeanne Garnier						 (épisodes 1 à 21 et 24 à 26)
- Cathy Andrieu : Cathy Da Silva						 (épisodes 7, 8, 12 à 21, 25 et 26)
- Carole Dechantre : Émilie « Ingrid » Soustal						 (épisodes 1 à 26)
- Macha Polikarpova : Olga Poliarva						 (épisodes 2, 5 à 11, 13, 14, 16 à 18 et 20 à 26)
- Lakshan Abenayake : Rudy Ayake						 (épisodes 6 à 14, 17 à 19 et 21)
- David Proux : Étienne (épisodes 1 à 7, 18 à 22 et 26)

### Acteurs récurrents
- Jean Luc Voyeux : Le lieutenant Claude Guéant (épisodes 1 à 22, 24 et 25)
- Marjorie Bourgeois : Le capitaine Stéphanie Dorville (épisodes 1 à 22, 24 et 25)
- Angèle Vivier : Aurélie Breton (épisodes 5 à 11, 13 à 18 et 20 à 26)
- Marion Huguenin : Chloé Girard						 (épisodes 1, 3, 5 à 17, 19 à 21, 23 et 24)
- Benoît Dubois : Victor Sanchez, cousin de Hugo (épisodes 5 à 11, 13 à 18 et 22 à 26)
- Richard Pigois : John Greyson (épisodes 7 à 9, 11, 13, 16 à 21 et 24 à 26)
- Elliot Delage : Julien Da Silva
- Mathilda Delecroix Denquin : Élise Beaulais-Bollet
- Frank Delay : Pierre Roussell
- Julie Chevallier : Béatrice Goutolescou
- Moise Crespy : Dr. Bob Blake
- Rochelle Redfield : Johanna McCormick
- Hélène Julie Renard : Alexandre "Alex" Pottier, cousine de Sylvain
- Guillaume Gronnier-Henouil : Stephane-Guillaume Carrat
- Jean Baptiste Sagory : Sylvain Potier
- Romain Darbon : Lui-même, le musicien de Fanny et Hélène
- Arthur Links : Lui-même, le musicien de Fanny
- Julien Santerre : Lui-même, le musicien de Fanny
- Romain Emon : Dr. Fabrice Dumont
- Jessica Rock : Elle-même, la musicien de Fanny
- Sandrine Sengier  : Tania Milot/Milau ex-codétenue d'Ingrid
- Virginie Théron : Gabriela Matei/Polei
- Bruno Le Millin : Roger Girard
- Paco Pérez : Le capitiane, Olivier Joubert
- Jonathan Caillat : Paul De La Lande (épisodes 5 à 11, 13 à 18, 22 et 23)
- Olivier Valverde : Alban # 1
- Clément Gaucher : Le policier
- Bradley Cole : Brad Holloway
- Claire Thomas : Meganne
- Loïc Petit : Homme SDF
- Jessica Namyas : Lisa Garnier #2
- Melodie Dubois : Melodie
- Kévin Miranda : Dominique
- Anaïs Popeline : Infirmiere
- Rafaël Rodriguez : Nils Vernier, fils d'Hélène et Nicolas
- Marion Belhamou : Maite, ex de Jose
- Ian Turiak : Le client de Lisa
- Jamel El Gharbi : Sergei
- Patrick Hamel : Brian
- Bertrand Lacherie : Le capitiane, Gael Royer, homme du GIGN
- Karine Ventalon : Emeraude
- Vincent Boucher : Leo Grangier
- Jérôme Thevenet : Yves Grangier
- Richard Lornac : Bob Lornac
- Mitch Ferrier : Josh, motard de Elise
- Thibaut De Lussy : Le gendarme, homme du GIGN
- Catherine Pavet : Femme SDF
- Thomas Coppola : Homme SDF
- Amaury Thimonier : Alban #2
- Sandra Lou : Sandra Wolf
- Arnaud Agnel : Le gendarme
- Fanny Le Pironnec : Amazone
- Valentine Goujon : Alizée, fan de Fanny - partie du groupe des Amazones
- Eugénie Fournier : Amazone
- Jean-Louis Andrieux : Patron de magasin
- Anna Lucazeau : Juliette Da Silva
- Faustine Lamarre : Julia Da Silva
- Haydn Krief : Jules Da Silva
- Mathieu Abribat : Le gendarme Jérémy
- Fabrice Cals : Docteur de Beatrice
- Jade Brun : Maureen, fan de Fanny
- Benoit Michaud : Basile Moreau, Sécurité incendie 2 Studio 107
- Magali Mosquera : Carmela
- Anthony Légal : Le gendarme
- Eric Damas : Le gendarme
- Jérôme Coldfy : Germain
- Mathéo Capelli : Gaby
- Arnaud Cermolacce : Connaissance de Ingrid, représentant du service des impôts
- Laura Perrotto : Amazone
- Léo Marty : Employée de la banque
- Lisa Haley : Amazone
- Guillaume Caubel : Le médecin des amazones de Gabriella
- Marine Eniram : Amazone-Marine
- Julien Mati : Medecin SAMU
- Mickaël Bourse : Medecin SAMU
- Jean-Pierre Crouzet : Le docteur qui a sauvé Jeanne
- Violette Windal : Infirmiere
- Aïssa Benchelef : Le mec est sur un scooter
- Aloïs Menu : Le barman
- Célia Briand : Ex de Jose
- Danaé Leclou : Serveuse
- Delphine Chevallier : Ex de Jose
- Ludovic Locoche : Proprietaire maison de Jeanne
- Méli Dupont : La femme dans la rue avec un téléphone portable
- Sarah Giran : La femme du  le client de Lisa
- Benoît Gaudriot : Laurent
- Jessica Morali : Prorietaire maison de John
- Michel Rizzi : Proprietaire maison de John
- Olivier Hémon : Homme SDF
- Lilian Charon : Le garde du patron du magasin
- Frédéric Dietz : Le gendarme
- Adele Esseger : La femme du Gael Royer
- Alexis Desprez : Le pathologue - anatomiste
- Emma Besson : Fan de Fanny
- Jules Mallet : Le copain de Maureen, fan de Fanny
- Laura Rodrigues : Fan de Fanny
- Laure Jeannin : Ancienne voisine de Lisa
- Jean-Nicolas Tirlo : Technical director (Montage), JLA Productions
- Ali Ismaël Djefafla : Vigile, Sécurité incendie 1 Studio 107
- Mathilde Friboulet : La policier
- Valentin Madani : Le barman
- Amadeo Cazzella : Fabien
- Christophe Dupuis : Vigile, garde de sécurité de Sandra Wolf
- Eva Bauer : Fan de Fanny
- Richard T. Darancy : Vigile, garde de sécurité de Sandra Wolf
- Romane Philiponeau : Fan de Fanny

## Production
L'ensemble des épisodes de la saison sont produits par le groupe audiovisuel français JLA, fondé et présidé par Jean-Luc Azoulay.						

## Épisodes
1. Dénouement fatal
2. Un seul être vous manque
3. Les forces de la rue
4. La cour des miracles
5. Entre chiens et loups
6. Arrêt imprévu
7. Bonnes et mauvaises nouvelles
8. Recherche frère et sœur
9. Recherches et découvertes
10. Mémoire en fuite
11. Dangereuse vision
12. Assauts programmés
13. Comme frère et sœur
14. Prédiction réalisée
15. Amitiés fatales
16. Prison pour flics
17. Tempête pour un bracelet
18. Retour de flammes
19. Un problème en moins
20. Derniers préparatifs
21. En concert
22. Replay
23. Retrouvailles
24. l’instinct basique
25. L’ange de Colombie
26. La triste fin

## Évolution des audiences

### Globale
| Minimum | 328 000 | Maximum | 618 000 | Moyenne | 447 000 |

### Par jour de diffusion
| Samedi   | Minimum | 328 000 | Maximum | 482 000 | Moyenne | 384 286 |
| Dimanche | Minimum | 441 000 | Maximum | 618 000 | Moyenne | 520 167 |